# Börzönce
Börzönce község Zala vármegyében, a Nagykanizsai járásban, a Zalai-dombságban, az Egerszeg–Letenyei-dombság területén.

## Fekvése
A község Zalaszentbalázstól nyugatra hatalmas erdőségek között fekszik. A Kürtös-patak (régen Malomároknak nevezték) folyik át a falun. Határa dombos, agyagos, árkokkal szabdalt. Nehezen megközelíthető volt egészen 1967-ig, amikor megépült köves útja. Ma már négy számjegyű közúton érhető el, területén ugyanis a Zalaszentbalázs-Szentliszló közti 7534-es út halad végig.

## Története
Régóta lakott hely, korai bronzkori leleteket találtak a régészek az úgynevezett Temeteji-dülőben, itt volt ugyanis régen a falu és a temető. Első írásos említése 1234-ből való. Az írt nevek különböző hangalakúak, de ugyanazt a jelentést tükrözik. 1234-ben Bezenche, 1261-ben Berzencha, 1357-ben Berzenche, 1478-ban Bezewcze, 1796-ban Börzöncze, 1892-től Börzönce. Víznévként is többször szerepel ez az elnevezés, amely a szláv b'rz = gyors, sebes szóval függ össze.
1261-ben Orosztonyi Lőrincnek volt a birtoka. Tulajdonosként tudjuk még a következő időszakban Trötöl Miklós mestert (XIV. század eleje), Vörös Bánd mestert (1328), Berzenczei Pétert és fiait (1357) és más nemeseket. 1454-ben már plébánosát is említik. A dombtetőre épült templom maradványai még ma is megtalálhatók.
A 16. században kisebb nemesek éltek a faluban mint Kaczor, Taródy, Sárkány, Hosszútót és Bagodi családok. Kanizsa közelsége miatt sokat szenvedett a töröktől. Az 1570-es évektől puszta. A török idő alatt nem említették. 1690-ben Pető László birtokában lévő Zalaszentbalázshoz tartozó pusztaként írták össze. Területét erdő borította, 1740 körül történt az újbóli betelepítése.
Földje részben terméketlen, vízmosásos volt, amelyben csak zab és hajdina termett. Legelőjük is kevés volt.
1700-ban Bessenyey László volt a birtokosa, 1750-ben 14 gazdája és 1 özvegye volt a településnek. Urbáriuma soha nem volt, igen szűk volt a területük. Nehezen tudtak megélni. Az egykori forrás így fogalmaz 1770-ben: "Tanítójuk nincs, de nem is tudnák eltartani".
Fő jövedelemforrásuk a szőlőművelésből származott. A szőlőhegyen 1801-ben már állt a Szent Lőrinc tiszteletére szentelt kápolna. Még 1830-ban is kétnyomásos volt gazdálkodási módjuk, ősszel búzát és rozsot, tavasszal zabot vetettek.
Kézműves a községben nem volt. A falu minden oldalról domboktól volt körülvéve, és ez okozta, hogy minden víz odafolyik, és nincs lefolyása. Így területének nagy része műveletlen.
Szabadmenetelű jobbágyok laktak itt. A szegény lakosság áruit Nagykanizsára hordta a piacra.
1848-ban Zalaszentbalázs fíliája volt (1754-ben még említették régi egyházát). A világtól való elzártság azt is eredményezte, hogy 1870-ben 17 fő tudott írni és olvasni, 183 lakos analfabéta volt. Viszont az alapműveltségi szintjük gyorsan emelkedett. Az írni-olvasni tudók száma 1910-ben 128, 1930-ban 234.
1925-ben volt állami elemi iskolája Börzöncének. Egy tanerős iskolájában 80-an tanultak 1935-ben. A faluban volt egy kocsma, egy szatócs, egy pintér, egy kovács és egy cipész. A lakosság száma is fokozatosan emelkedett, 1900-ban 310, 1935-ben 371-en laktak itt.

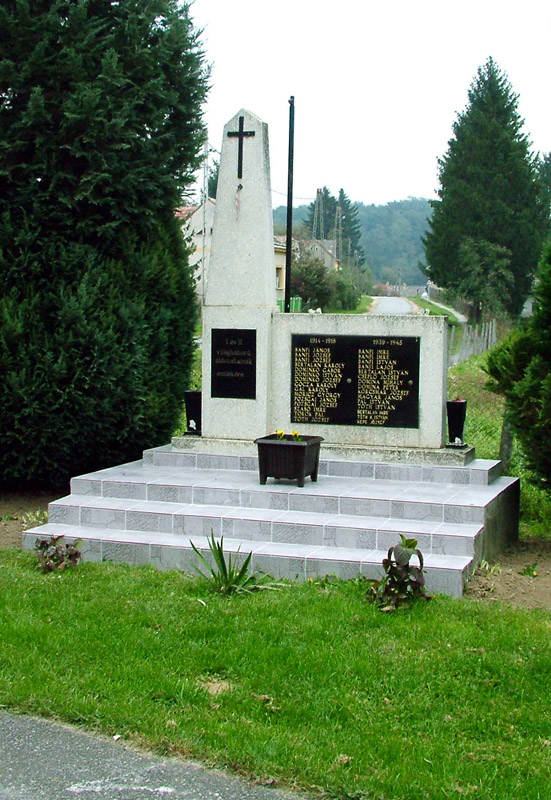
A világháborús emlékmű

A településen sem vallási, sem nemzetiségi megoszlás nem volt, valamennyi lakos római katolikus magyar volt. A lakosság életmódja a mostoha körülményekhez igazodott. Mindennapi keresetüket részesaratással keresték meg a zalaszentbalázsi, gelsei vagy hahóti uradalmakban. Az életük szoros kapcsolatban volt az erdővel. Vályúkat, melencéket, teknőket, kanalakat készítettek. Egyhangú táplálkozásukat gombával, tüskeszederrel, földieperrel, málnával, gesztenyével javították. A szénégetés is jelentős hasznot hajtott a lakosságnak. A két világháború közötti időszakban Pálffy Dénes gelsei uraságnak volt 375 katasztrális hold földje.
A második világháborúban 14 embert veszített a kis falu. A háború után a megyében elsők között alakult meg a földosztó bizottság, mely igen eredményesen dolgozott.
1945 után a község története felemás módon alakult. 1960-ban még 246 lakos élt a faluban. A népesség száma az elmúlt években folyamatosan csökkent. Ennek oka az, hogy a rossz közlekedési viszonyok miatt a nem mezőgazdaságban dolgozók a munkahelyre költöztek. Ezért az 1990-es évek végre nagy a 60 év felettiek aránya, az akkori népességszám mindössze: 61. Érdekesség az is, hogy ekkor nincs nyilvántartott munkanélküli a településen.

## Közélete

### Polgármesterei
- 1990–1994: Bánfi Antal (független)[3]
- 1994–1998: Bánfi Antal (független)[4]
- 1998–1999: Szabó Károly (független)[5]
- 2000–2002: Bánfi Dezső (független)[6][7]
- 2002–2003: Fülöp Zoltán József (független)[8]
- 2004–2006: Szabó Károly (független)[9]
- 2006–2010: Tóth Antalné (független)[10]
- 2010–2014: Tóth Antalné (független)[11]
- 2014–2019: Paragi Barnabás (független)[12]
- 2019–2024: Paragi Barnabás (független)[13]
- 2024– : Paragi Barnabás (független)[1]

A településen 2000. március 26-án időközi polgármester-választást tartottak, az előző polgármester lemondása miatt. Csaknem négy évvel később, 2004. február 29-én újból időközi választást kellett tartani a faluban, ezúttal a korábbi képviselő-testület önfeloszlatása okán.

## Népesség
A település népességének változása:
| Lakosok száma | 54   | 59   | 53   | 58   | 36   | 44   | 42   |
|               | 2013 | 2014 | 2015 | 2021 | 2022 | 2023 | 2024 |

A 2011-es népszámlálás idején a nemzetiségi megoszlás a következő volt: magyar 83,87%, cigány 16,13%. A lakosok 78,8%-a római katolikusnak, 19,2% felekezeten kívülinek vallotta magát.
2022-ben a lakosság 83,3%-a vallotta magát magyarnak, 16,7% cigánynak, 8,3% németnek (11,1% nem nyilatkozott; a kettős identitások miatt a végösszeg nagyobb lehet 100%-nál). Vallásuk szerint 47,2% volt római katolikus, 33,3% felekezeten kívüli (19,4% nem válaszolt).

## Nevezetességei
- Szent Lőrinc kápolna. A település egyetlen turisztikai jellegű épülete, mely a hegyen található, s tiszta időben el lehet látni Badacsonyig is.
- Kürtös-patak, kürtösi erdő
- A polgármesteri hivatal mellett álló I. és II. világháborús emlékmű